# Exposició Internacional de Barcelona
Die Exposició Internacional de Barcelona (katalanisch [əkspuzisiˈo int̪əɾnəsiuˈnaɫ ð̞ə β̞əɾsəˈɫonə]; spanisch Exposición Internacional de Barcelona [esposiˈθjon inteɾnaθjoˈnal de baɾθeˈlona]) war die 20. vom Bureau International des Expositions offiziell anerkannte Weltausstellung. Sie fand nach der Eröffnung am 19. Mai 1929 durch den spanischen König Alfons XIII. vom 20. Mai 1929 bis zum 15. Januar 1930 in Barcelona statt.

## Vorgeschichte
Schon 1888 war in Barcelona eine Weltausstellung veranstaltet worden. Diese hatte jedoch nur sehr mäßigen Erfolg, weshalb sich die verantwortlichen Politiker entschlossen, eine erneute Bewerbung vorzubereiten.
In der Folge wurde im Jahre 1913 die Junta Directiva de l’Exposicio, der Planungsausschuss, gegründet. Er stand unter dem Vorsitz des damaligen Bürgermeisters Joan Pich i Pon. Ziel war es, im Jahr 1917 eine Elektroindustrie-Ausstellung zu veranstalten. 1914 beantragte der Ausschuss bei der spanischen Regierung Finanzhilfen zum Ausbau der Grünanlagen der Stadt und erhielt daraufhin das zuvor nur durch Militär und Landwirtschaft genutzte Gebiet an den Nordhängen des Hausberges Montjuïc zugesprochen.
Wenige Monate später jedoch wurden die Planungen durch den Ausbruch des Ersten Weltkrieges jäh unterbrochen. Sechs Jahre lang ruhte das Projekt, so dass die Elektroindustrie-Ausstellung nicht stattfand. 1920 wurden die Ideen wieder aufgenommen und mit der Umgestaltung der Bergflanke zu einem Park begonnen. Die Eröffnung des ersten Gebäudes auf dem Gebiet im Jahre 1923 (im Zuge der Internationalen Ausstellung für Möbel und Innendekoration) war ein großer Schritt nach vorn.
Zeitgleich war in Spanien der General Miguel Primo de Rivera an die Macht gekommen und hatte sich in Absprache mit dem König zum Diktator aufgeschwungen. Er war der Ansicht, dass sich eine große Ausstellung sehr gut zu Propagandazwecken eignen und zur Selbstdarstellung der neuen Regierung dienen könnte. Auf seinen Befehl hin wurden die Pläne noch einmal überarbeitet. 1925 wurde schließlich entschieden, eine Weltausstellung in Barcelona zu organisieren. Man beschloss, diese in drei Abteilungen zu gliedern. Das Programm umfasste Industrie, Sport und Kunst in Spanien.

## Ausstellungsgelände

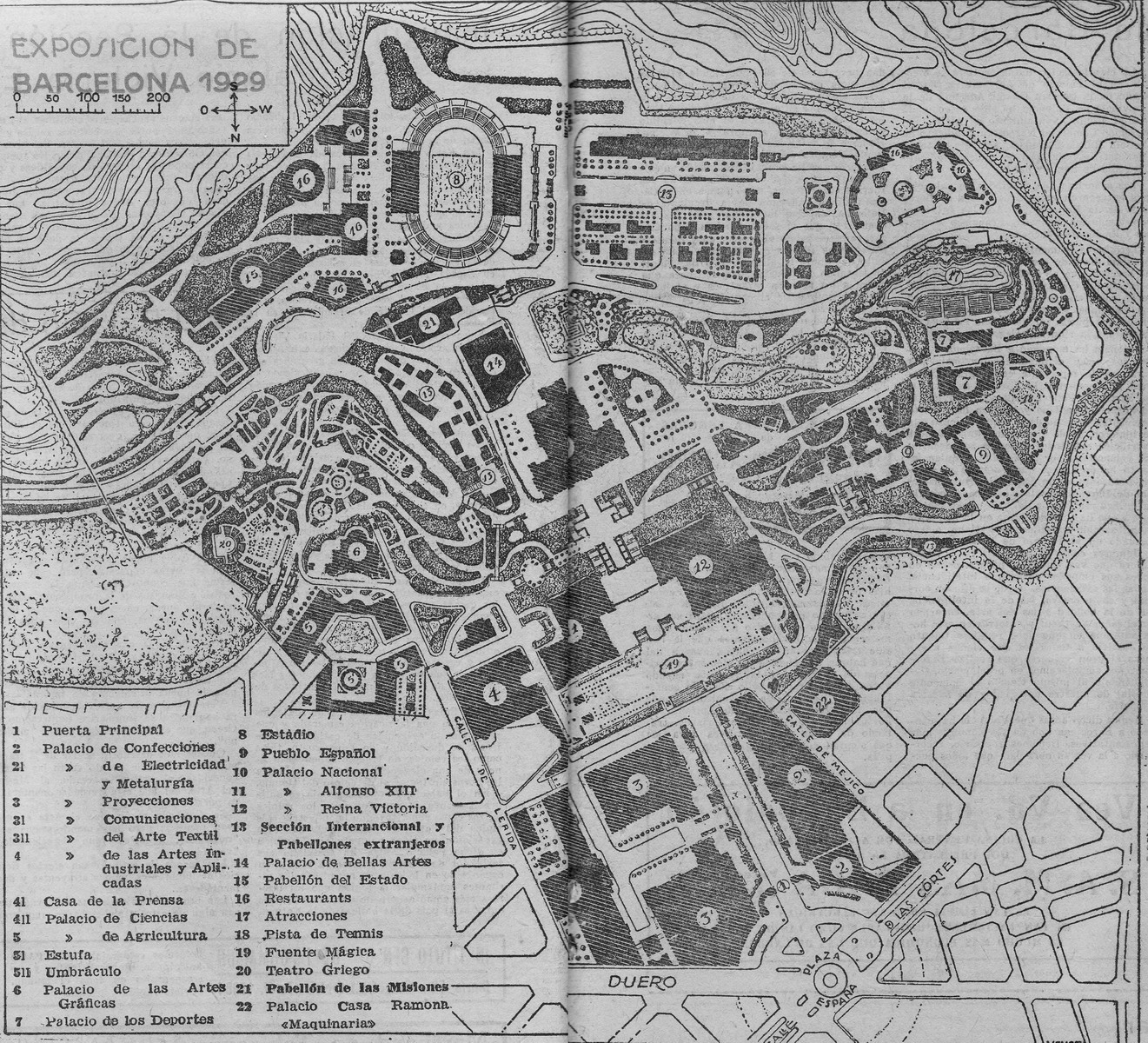
Plan des Ausstellungsgeländes

Das 200 Hektar umfassende Ausstellungsgelände, welches die Junta Directiva de l’Exposició schon 1914 zugesichert bekommen hatte, lag an den Nordhängen des 173 Meter hohen Montjuïc etwa 2,3 Kilometer südsüdwestlich der Plaça de Catalunya. Dies hatte den Vorteil, dass den Besuchern der Eindruck vermittelt wurde, das Gebiet würde sich vor ihnen wie eine Bühne öffnen.
Die Anlage war von Architekten, Ingenieuren und Gärtnern unter der Federführung von Pedro Domenech, Josep Puig i Cadafalch und Lluís Domènech i Montaner gestaltet worden.
Am Fuße des Berges legte man die große mit einem Marmordenkmal geschmückte Plaça d’Espanya an, an der sich der Haupteingang, gesäumt von den Torres Venecianes befand. Von dieser Position aus konnte man einen Großteil des Geländes überblicken. Außerdem begann an diesem Punkt die Avinguda de la Reina Maria Cristina, die Hauptachse, die das gesamte Areal durchschnitt und direkt auf den Palau Nacional zuführte, wo sie am gewaltigen Font Màgica, dem magischen Brunnen endete. Die 1919 von Josep Puig i Cadafalch an dieser Stelle errichteten Quatre Columnes waren 1928 wie alle anderen öffentlichen Symbole des Katalanismus von der Diktatur Primo de Riveras abgerissen worden. Ihnen sollte während der Weltausstellung keine Aufmerksamkeit zuteilwerden.
Das Ausstellungsgelände selber wurde in drei Abschnitte unterteilt. Im untersten lagen der Verkehrs- und Transportpalast, die Gebäude der Elektro- und Textilindustrie, der spanische Wohlfahrtspavillon und das Feuerwehrhaus. Etwas höher gelegen waren die Länderpavillons, der Palast für moderne Kunst, der königliche Pavillon und der Palau Nacional. Auf der obersten Ebene schließlich thronte das Sportstadion.
Neben dem bebauten Bereich, der 118 Hektar umfasste, gehörte auch noch ein 82 Hektar weiter Park mit ruhigen Wegen, Terrassenanlagen, Kaskaden und Gärten zum Ausstellungsgelände.

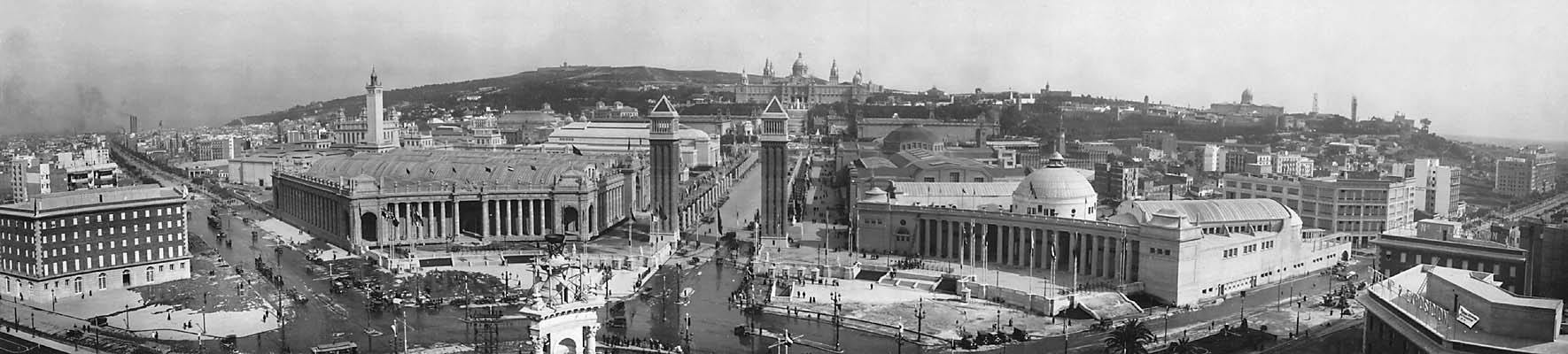
Panoramablick von der Plaça d’Espanya auf das Gelände der Weltausstellung

### Infrastruktur
Von der Calle Marqués del Duero wurde eine Zahnradbahn bis zum höchsten Punkt des Geländes, dem Paseo Central, angelegt. Diese war dazu gedacht, den Besuchern den Aufstieg auf den Berg zu erleichtern. Der Fahrpreis betrug 35 Céntimos.
Vom Hauptbahnhof aus konnte man mit Straßenbahnen und Bussen bis zur Talstation der Bahn fahren, wo eine neuartige Rolltreppe den Zugang zu den Wagen erleichterte. An der Bergstation war eine Aussichtsterrasse eingerichtet worden. Von hier waren das Ausstellungsgelände, die Stadt und die umliegenden Berge im Panorama zu sehen. Im Verlauf der Weltausstellung wurde eine weitere Bahn bis hinauf zum Castell de Montjuïc fertiggestellt.
Auch die Infrastruktur in der Stadt selbst wurde modernisiert: So wurden ein neuer Bahnhof und ein neuer Flughafen gebaut und die Straßenbahnstrecken zur teilweisen Behebung der Verkehrsprobleme unterirdisch verlegt. Zudem begann 1923 der Bau der Metro Barcelona, deren erste Linie schon ein Jahr später eröffnet wurde. Zwei weitere Verbindungen folgten 1926.

## Architektur
Der Generalplan von Josep Puig i Cadafalch, einem katalanischen Architekten, hatte eine einheitliche Gestaltung aller Gebäude vorgesehen, doch nach der Machtübernahme durch Primo de Rivera 1923 wurde ein neuerlicher Wettbewerb ausgeschrieben. Dies hatte zur Folge, dass letztendlich zahlreiche Architekten mit dem Bau einzelner Abschnitte beauftragt wurden. Die spanische Regierung bevorzugte monumentale Fassaden, ließ den Planern aber ansonsten alle Optionen offen. Das Ergebnis war eine Mischung aus vielen verschiedenen Stilrichtungen, die nicht unbedingt alle miteinander harmonierten.

## Wahrzeichen

### Palau Nacional
Der Palau Nacional (Nationalpalast) war das größte Gebäude der Weltausstellung und lag am östlichen Ende der Avinguda de la Reina Maria Cristina.

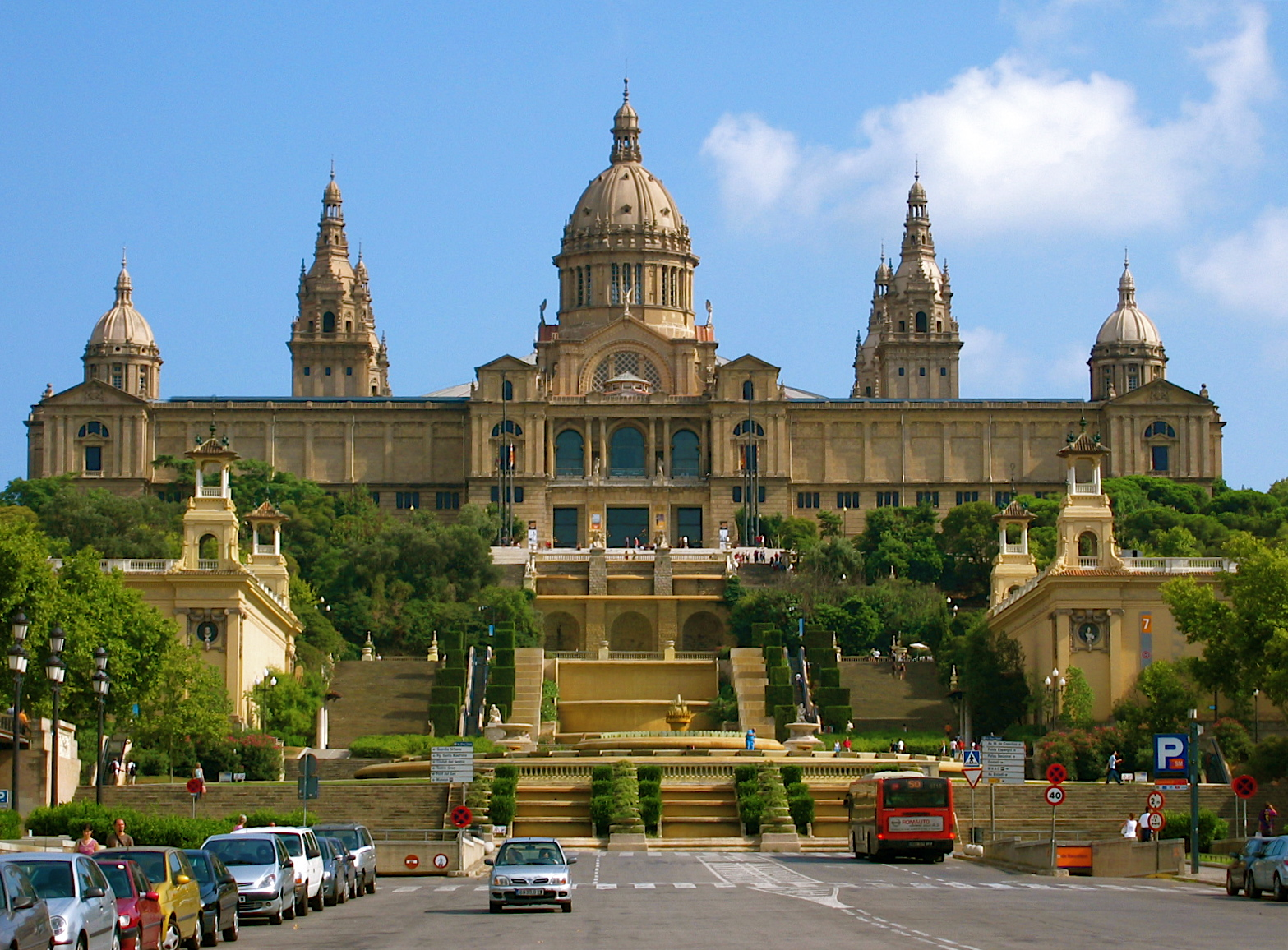
Der Palau Nacional

Der Palast war als spanisches Nationalmonument konzipiert und als das unangefochtene Wahrzeichen der Ausstellung. Er hatte einen ähnlich hohen Wiedererkennungswert wie der Eiffelturm in Paris aus dem Jahre 1889 oder der Kristallpalast in London von 1851 (Great Exhibition). Die ersten Entwürfe für das Bauwerk wurden schon um 1910 von Josep Puig i Cadafalch erdacht. Er schlug einfache Formen, Symmetrie und klassizistischen Dekor vor.
Nach den erneuten Ausschreibungen, die Enrique Catá und Pedro Cendoya für den Palau gewinnen konnten, wurden die Pläne geändert. Ihr Konzept wich nicht stark von dem Josep Puig i Cadafalchs ab, allerdings betonten sie durch mehrere monumentale Stilelemente in der Fassade die spanische Einigkeit.
Catá und Cendoya kombinierten im Bau verschiedene spanische Stile und stützten sich dabei auf den akademischen Eklektizismus des 19. Jahrhunderts. Ihr Vorgänger hatte noch eine modernere Architektur angestrebt.
Im Inneren des Palau Nacional wurde ein 5.000 Quadratmeter messender Festsaal gebaut, der 20.000 Menschen Platz bot. Über diesen wölbte sich die damals größte Kuppel Spaniens. Zudem wurde der Saal auf dem Dach von vier hohen Türmen flankiert, welche an die Kirchen in Santiago de Compostela und Saragossa erinnern sollten.
Zur Weltausstellung war der Palau das Zentrum der Abteilung Kunst in Spanien, also nur auf Kultur ausgerichtet. Damit war er ein Pendant zu den großen Industrieausstellungshallen der vorherigen Weltausstellungen. In ihm wurden auf zwei Stockwerken über 4.000 Exponate ausgestellt, die von Museen, Kirchen und Privatsammlern ausgeliehen worden waren. Dazu zählten neben altrömischer Kunst unter anderen auch Werke der großen Maler Francisco de Goya und Diego Rodríguez de Silva y Velázquez.
Im Kellergeschoss wurde die archäologische Abteilung untergebracht und hinter dem Palast ein eigenes Gebäude für moderne Kunst errichtet.

### Estadi
Das Stadion, das Estadi, wurde schon 1927 gebaut und war das Hauptgebäude des Sektors Sport. Die Tribünen fassten etwa 60.000 Besucher. Den ganzen Sommer über wurden hier hochkarätige Wettbewerbe ausgetragen, so dass ein ständiger Besucherstrom sichergestellt war.
In weiser Voraussicht legten die Architekten um das Estadi herum große Freiflächen an, da sie in der Zukunft mit einem rasanten Anstieg an Automobilen rechneten. Die Areale waren mit Rasen bepflanzt oder gepflastert und an das Straßennetz angebunden.

### Poble Espanyol
Zu jener Zeit war es üblich, den Besuchern – speziell den Ausländern, die nicht viel mehr von dem Land sahen als das Weltausstellungsgelände – durch Nachbildungen von bestimmten Orten einen Einblick in das entsprechende Land zu verschaffen.

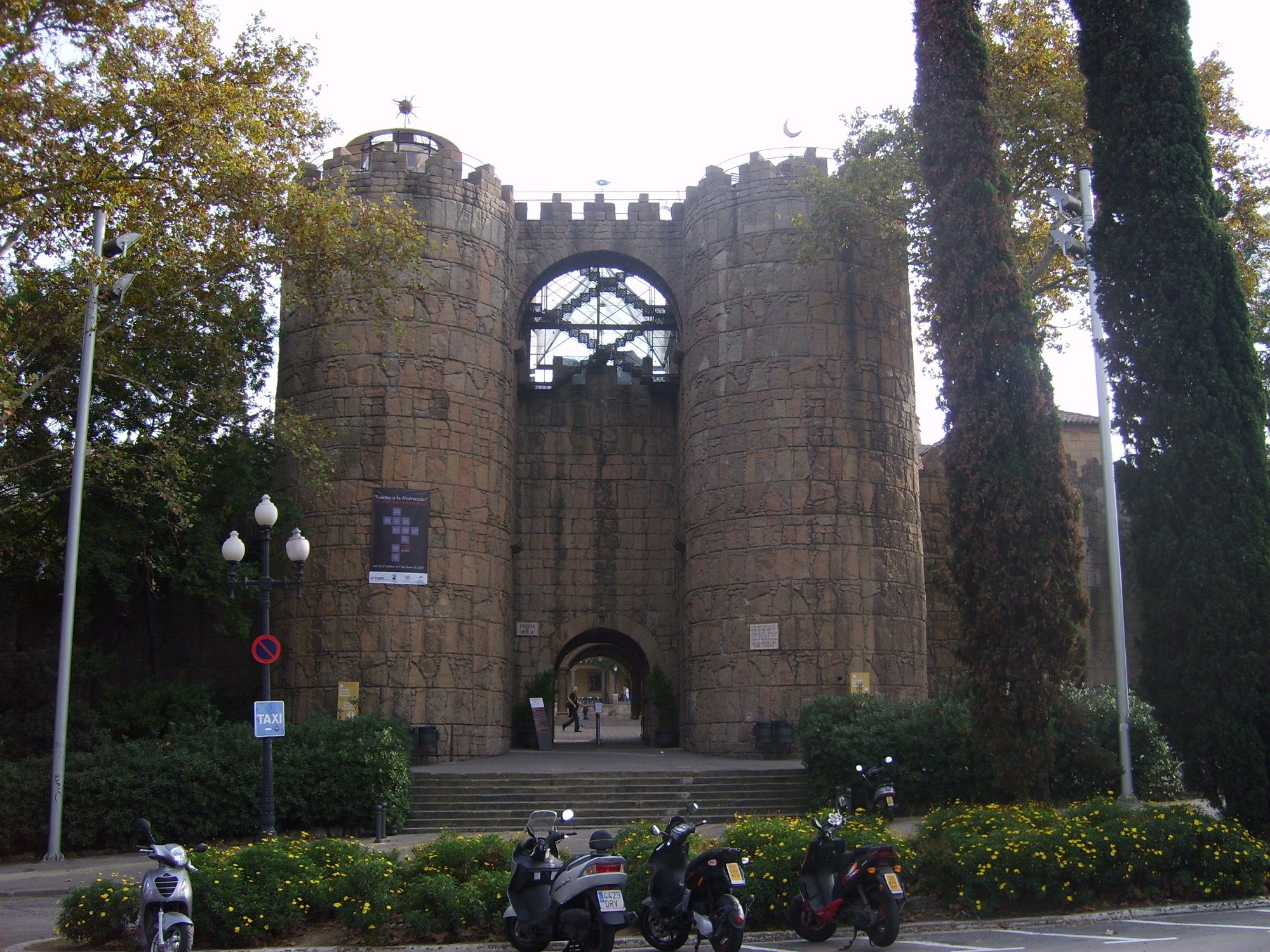
Kopie des Stadttores San Vicente von Ávila als Eingang zum Poble Espanyol

In Barcelona erbaute man auf 20.000 Quadratmetern Repliken der „schönsten und typischsten Bauwerke aller Teile Spaniens“. Eine mittelalterlich anmutende Stadtmauer umfasste das Areal.
In diesem Poble Espanyol („Spanisches Dorf“) fanden beinahe täglich Trachtenumzüge, Ritterturniere, Tanz-, Musik- und Volksfeste sowie Nachstellungen historischer Ereignisse statt. Zudem wurden für die Dauer der Weltausstellung kostümierte Landbewohner eingestellt, die den Kulissen spanisches Leben einhauchen sollten.
Innerhalb der Stadtmauern gab es Restaurants, Informationsstellen, Lebensmittelläden, Telefonzentralen und das Büro für öffentliche Führungen in verschiedenen Sprachen.
Das Dorf war in vier verschiedene Zonen aufgeteilt. Man betrat es durch eine Kopie des Stadttores San Vicente von Ávila. Dahinter erstreckte sich ein kastilischer Platz an dessen rechter Seite sich das Extremadura-Viertel anschloss.
Durch Nachbildungen der Kolonnaden von Sangüesa erreichte man die Plaza Mayor, jenen Ort, auf dem alle Veranstaltungen stattfanden. Der Platz war gesäumt vom nachgebauten Rathaus von Valderrobres sowie von Gebäuden aus verschiedenen, überwiegend nördlichen Provinzen des Landes.

### Torres Venecianes
Die Torres Venecianes (Die Venezianischen Türme) markieren als Doppeltürme am Plaça d’Espanya den Beginn der Avinguda de la Reina Maria Cristina. Die 47 Meter hohen Bauwerke wurden von Ramon Reventés geplant. Er orientierte sich dabei an der Architektur des Campanile San Marco von Venedig, daher auch der Name. Zwischen den Türmen befand sich der Haupteingang zur Ausstellung.

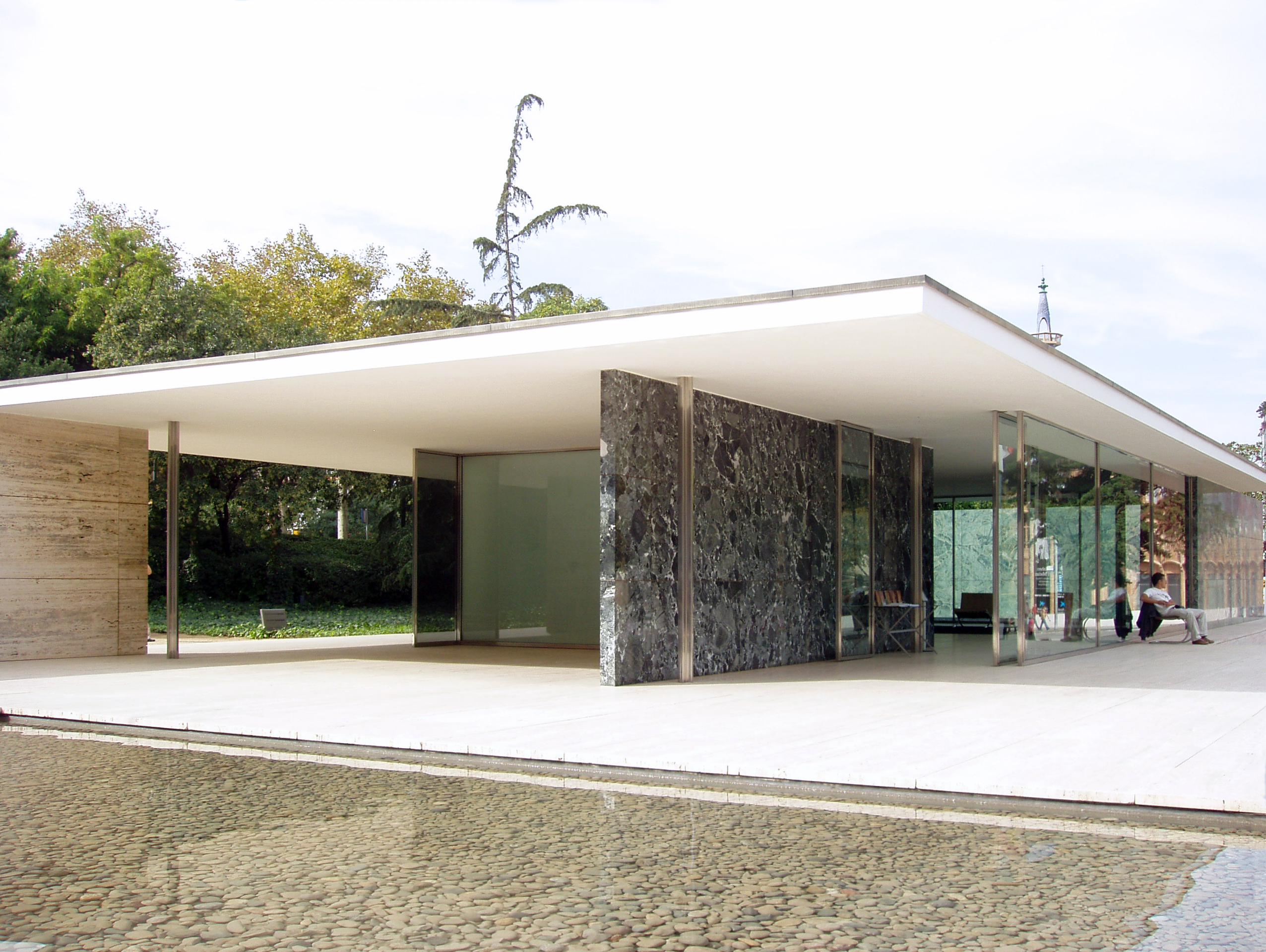
Rekonstruktion des von Ludwig Mies van der Rohe entworfenen Deutschen Weltausstellungspavillons

### Der Deutsche Pavillon
Der Pavillon der Weimarer Republik wurde von Ludwig Mies van der Rohe entworfen und befand sich auf der mittleren Ebene des Ausstellungsgeländes. Er setzte neue Maßstäbe in der Raumarchitektur und war das erste Gebäude mit einem „Freien Grundriss“.

## Resonanz

### Teilnehmer und Zuschauer
An der Exposición Internacional de Barcelona nahmen 29 Nationen mit Pavillons teil (unter anderen Belgien, Dänemark, Deutschland, Frankreich, Italien, Norwegen, Rumänien, die Schweiz und Ungarn). Zudem präsentierten sich zahlreiche internationale Privataussteller, wie etwa große Firmen oder Betriebe. Diese kamen in der Mehrheit aus Japan und den Vereinigten Staaten von Amerika. Insgesamt waren 12.900 Exponate zu sehen.
Die Besucherzahl lag mit 5.800.000 weit unter dem damaligen Durchschnitt (bei der Weltausstellung 1915 in San Francisco kamen 19.000.000, 1933 in Chicago sogar 38.872.000 Besucher). Trotzdem war die Ausstellung aus ökonomischer und touristischer Sicht ein Erfolg für die katalanische Stadt, da sie die jährlichen Besucherzahlen nachhaltig steigerte. Zudem lockte sie einige europäische Unternehmen an und bescherte der heimischen Wirtschaft durch Auftragszuwächse eine Konjunktursteigerung. Dies ist insofern bemerkenswert, als dass sich Spanien zur gleichen Zeit in einer Wirtschaftskrise befand.

### Kritik
Ein großer Kritikpunkt war die unzureichende Beschilderung der Objekte im Palau Nacional. Da zudem nicht rechtzeitig ein Ausstellungskatalog vorlag, konnten nur wenige Besucher mit dem Dargebotenen etwas anfangen. In den Medien wurde die Ausstellung längst nicht so gefeiert wie jene aus dem Jahr 1888. Einige katalanische Zeitungen schrieben, sie sieche langsam dahin. In der Öffentlichkeit machte man sich zudem über die fein aufgegliederte und äußerst bürokratische Organisation lustig.

## Organisation
Die Organisation der Weltausstellung wurde von mehreren Ausschüssen übernommen. Die Schirmherrschaft hatte König Alfons XIII.
Der ausführende Exekutivausschuss, welcher die Planungen übernahm und den Aufbau und Ablauf kontrollierte, wurde von Marqués de Foronda geleitet. Der Ehrenausschuss unterstand dem Bürgermeister Darius Rumeu i Freixa. Dieses Gremium hatte zur Aufgabe die Ausstellung international zu vertreten. Seine Mitglieder reisten ins Ausland für das Ereignis zu werben und es bekannt zu machen. Zudem gab es noch einen Beratenden Ausschuss. Ebendieses Organ ohne speziell definierte Aufgabe war das Hauptziel oben genannter Kritik. Der königliche Generalkommissar für die Veranstaltung war Albert Henri Marie de Bourbon e de Castellvi. Er vertrat das Staatsoberhaupt auf Empfängen und ähnlichen Anlässen.

### Finanzierung
Die Weltausstellung war sehr kostspielig. Insgesamt beliefen sich die Ausgaben auf rund 130 Mio. Peseten (etwa 25 Mio. US-Dollar). Diese wurden zum Großteil von der Stadt Barcelona getragen. Der spanische Staat zahlte 10 Mio. Peseten an Zuschüssen.
Ein Teil der Kosten wurde durch die Eintrittspreise, welche zwei Peseten betrugen, gedeckt. Jedoch machten diese weniger als 10 Prozent der Kosten aus, sodass die Ausstellung letztendlich mit einem Verlust abschloss.

## Sonstiges
Parallel zur Weltausstellung wurde in Sevilla die Exposición Ibero-Americana veranstaltet. Hier präsentierten sich ausschließlich die lateinamerikanischen Staaten. Sie wollten so ihre Verbundenheit zur alten Kolonialmacht zeigen.

## Nachnutzung
Das Gelände der Weltausstellung von 1929 wird noch immer genutzt.
Die Plaça d’Espanya hat sich zu einem der größten Verkehrsknotenpunkte der katalanischen Hauptstadt entwickelt. Viele der ehemaligen Nationen-Pavillons sind mittlerweile zu Messehallen umgewandelt worden. Der Palau Nacional beherbergt als Museu Nacional d’Art de Catalunya weiterhin Kunst. Auch die kleineren Ausstellungshäuser hinter ihm sind heute Museen – ebenso wie das Poble Espanyol. Das Estadi blieb nach der Ausstellung lange Zeit ungenutzt. Zu den Olympischen Sommerspielen 1992 wurde es stark umgebaut und erweitert und auf den Namen Estadi Olímpic Lluís Companys umbenannt. Bis 2009 diente es als Heimstadion des spanischen Fußball-Erstligisten Espanyol Barcelona. Die oben erwähnten Freiflächen wurden ebenfalls 1992 zu den zentralen Plätzen vor dem Olympiastadion umgestaltet. Auch die Seilbahnen auf den Montjuïc sind nach wie vor in Betrieb. Der berühmte deutsche Pavillon wurde nach Beendigung der Ausstellung abgerissen, auf Grund seiner Popularität 1979 aber wieder aufgebaut und nach den alten Plänen rekonstruiert.